# Petrus Holmer
Petrus Holmer, född i Göteborg, död 1725, var en svensk präst.

## Biografi
Petrus Holmer föddes i Göteborg. Han studerade och fick 15 augusti 1700 tillstånd att provpredika i Franska kyrkan. En kort tid därefter blev han skolmästare vid Franska lutherska församlingen. Holmer blev 1715 komminister i församlingen och prästvigdes i april 1715 i Storkyrkan. Den 25 april 1715 avlade han prästexamen i Uppsala. Han blev 26 september 1716 kyrkoherde i Franska Lutherska församlingen och blev 21 november 1716 assessor i Stockholms konsistorium. 1723 var Holmer så sjuklig att Lars Arnell den äldre fick i uppdrag att sköta församlingen. Arnell tog över Holmers plats som assessor i Stockholms konsistorium 10 februari 1724. Holmer gick i pension 3 april 1725 med 200 daler silvermynt och avled samma år.
Vi visitationen 17 mars 1723 uppgavs att Holmer hade lånat pengar från kyrkokassan och inte fört några kyrkoböcker. Han beordrades då att skriva en bok från sina anteckningar.

## Familj
Holmer var gift och fick åtminstone fem barn. Tre av barnen avled 1706, 1706 och 1711.

### referenser
1. 1 2 3 4 5 6  Gunnar Hellström, Stockholms stads herdaminne från reformationen intill tillkomsten av Stockholms stift : Biografisk matrikel, 1951, s. 117-118, läs online, läst: 21 juni 2022.[källa från Wikidata]
2. 1 2 3  Hellström, Gunnar (1951). Stockholms stads herdaminne från reformationen intill tillkomsten av Stockholms stift: biografisk matrikel. Monografier / utgivna av Stockholms kommunalförvaltning ; [11]. Stockholm: Stockholms kommunförvaltning. sid. 117-118. Libris 24465. https://runeberg.org/sthlmherd/0118.html